# 安哥拉东博物馆
安哥拉东博物馆（Musée Angladon）是法国阿维尼翁的一个博物馆，设于一座18世纪豪宅。博物馆由巴黎设计师雅克·杜塞的继承人创建于1996年，馆内收藏16世纪-20世纪绘画、雕塑等艺术品。

## 历史
1895年，雅克·杜塞（Jacques Doucet，1853年至1929年）在巴黎和平街创办高级时装店，经营成功后，他致力于收藏艺术品，以及资助作家，如路易·阿拉贡、安德烈·布勒东、马克斯·雅各布、安东尼·阿尔托、布莱斯·桑德拉尔和皮埃尔·勒韦迪等人。数以千计的书籍和文件收藏于艺术和考古图书馆（Bibliothèque d'art et d'archéologie）（现在的国家艺术史研究所，Institut national d'histoire de l'art，INHA）和雅克·杜塞文学图书馆（Bibliothèque littéraire Jacques-Doucet）。
杜塞在1929年死亡。他的继承人，居住在阿维尼翁的画家和作家让·安哥拉东，于1993年着手创建一个艺术博物馆。安哥拉东博物馆落成于1996年11月15日。 
博物馆设于rue Laboureur5号的18世纪豪宅马西利安府（hôtel de Massilian）。它由建筑师让·秘鲁（Jean Péru）建于1694年。

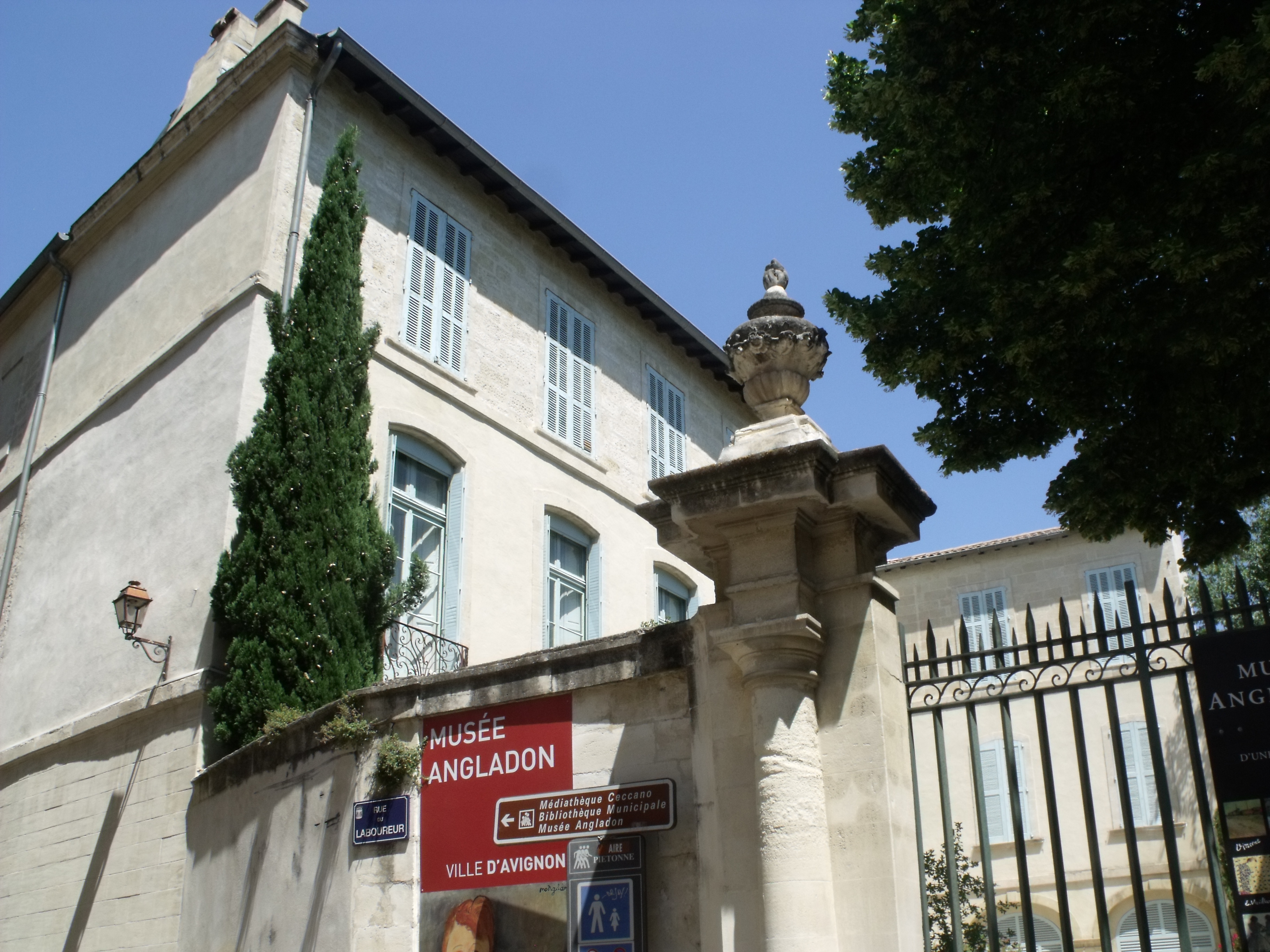
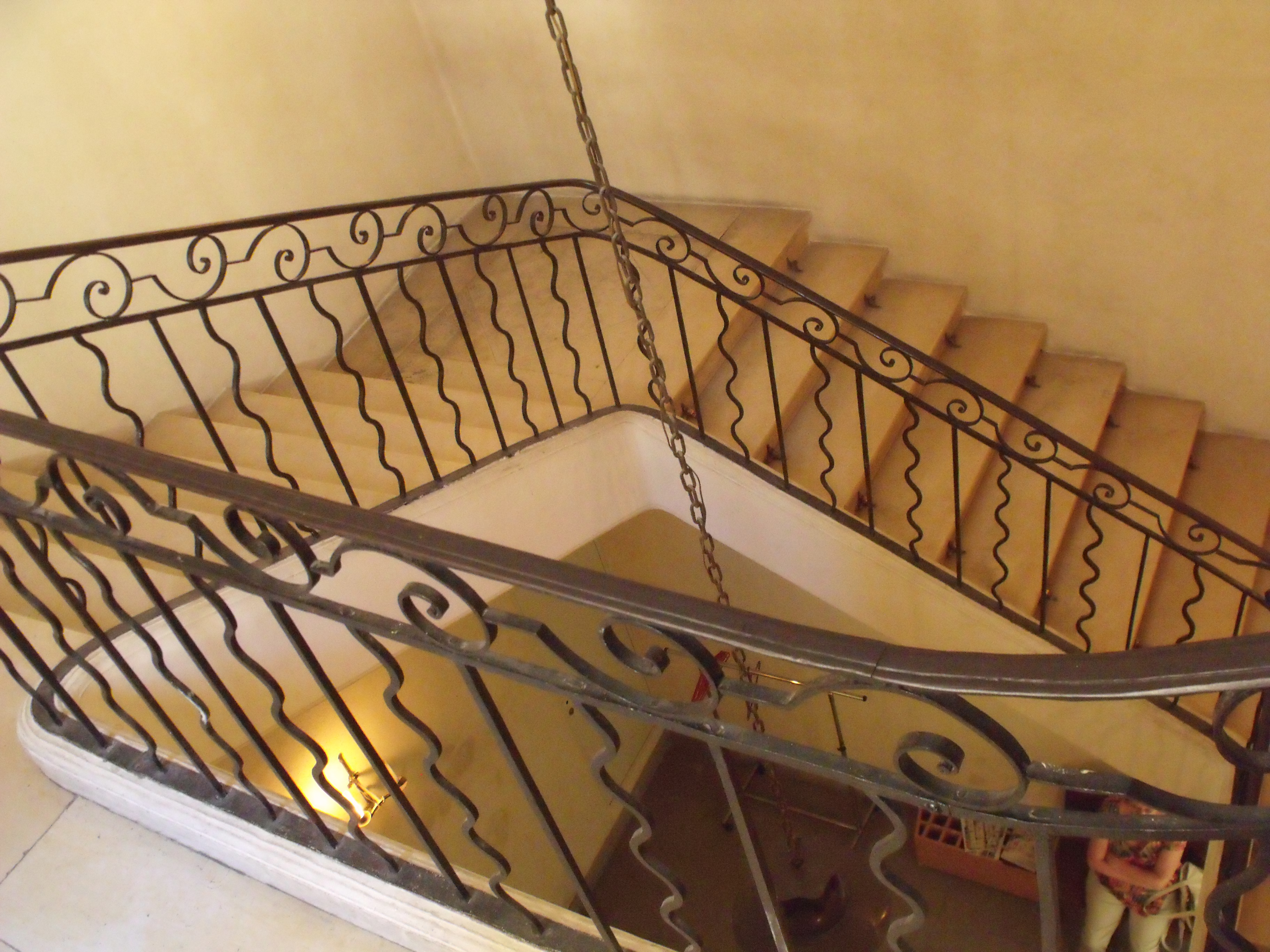
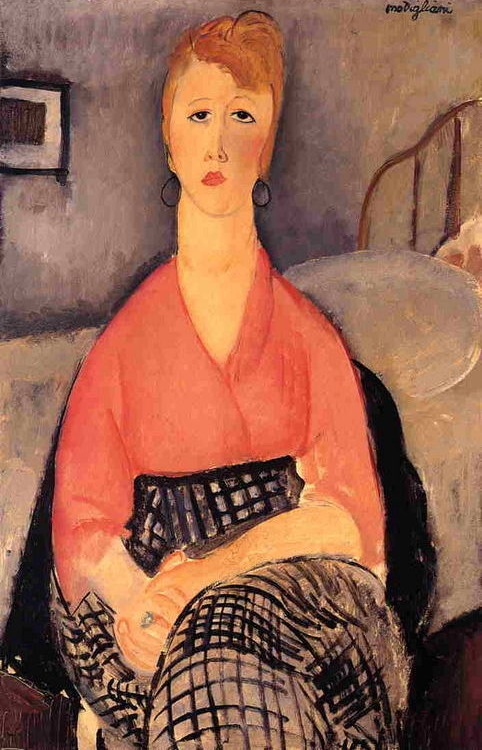
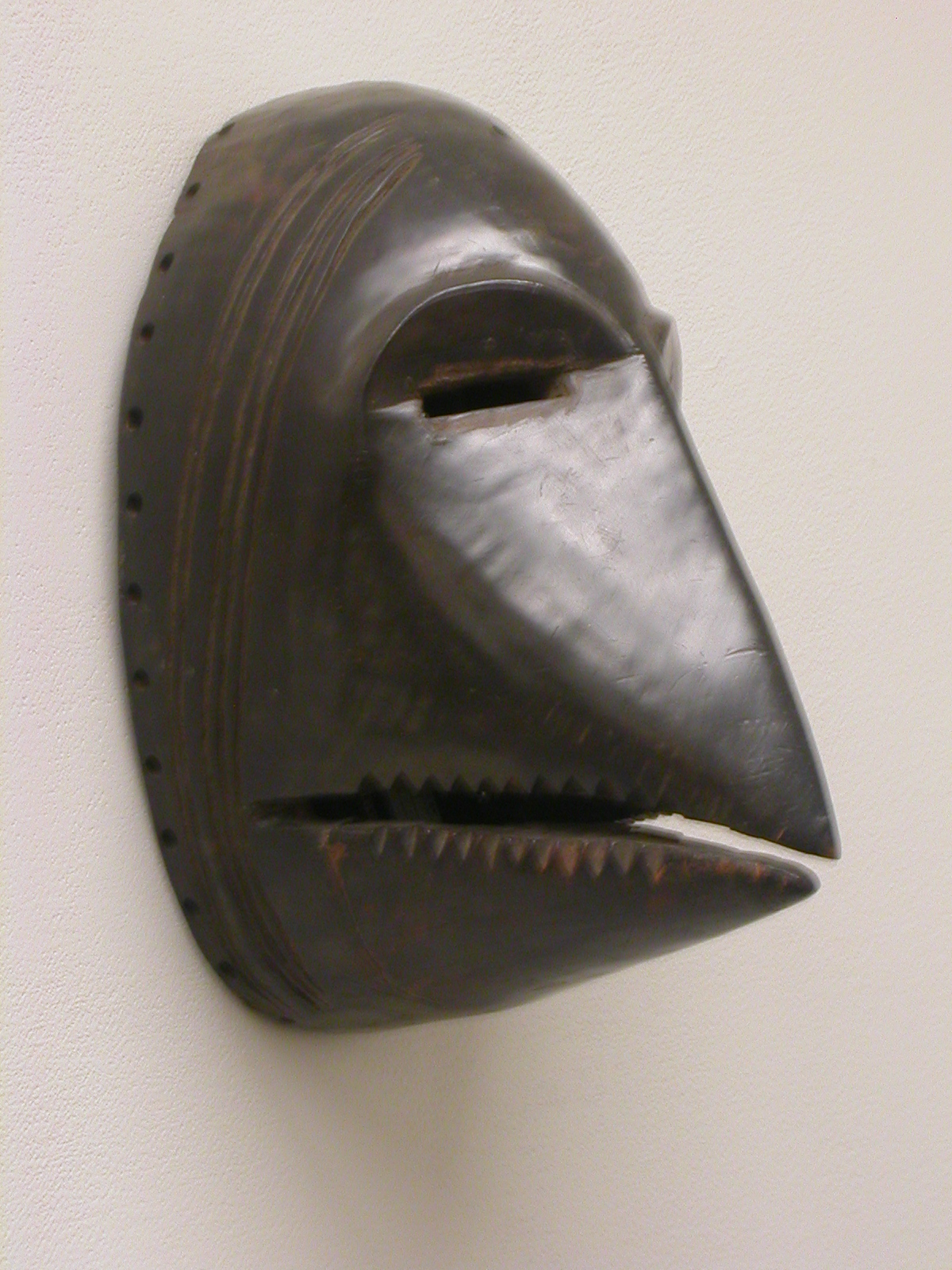
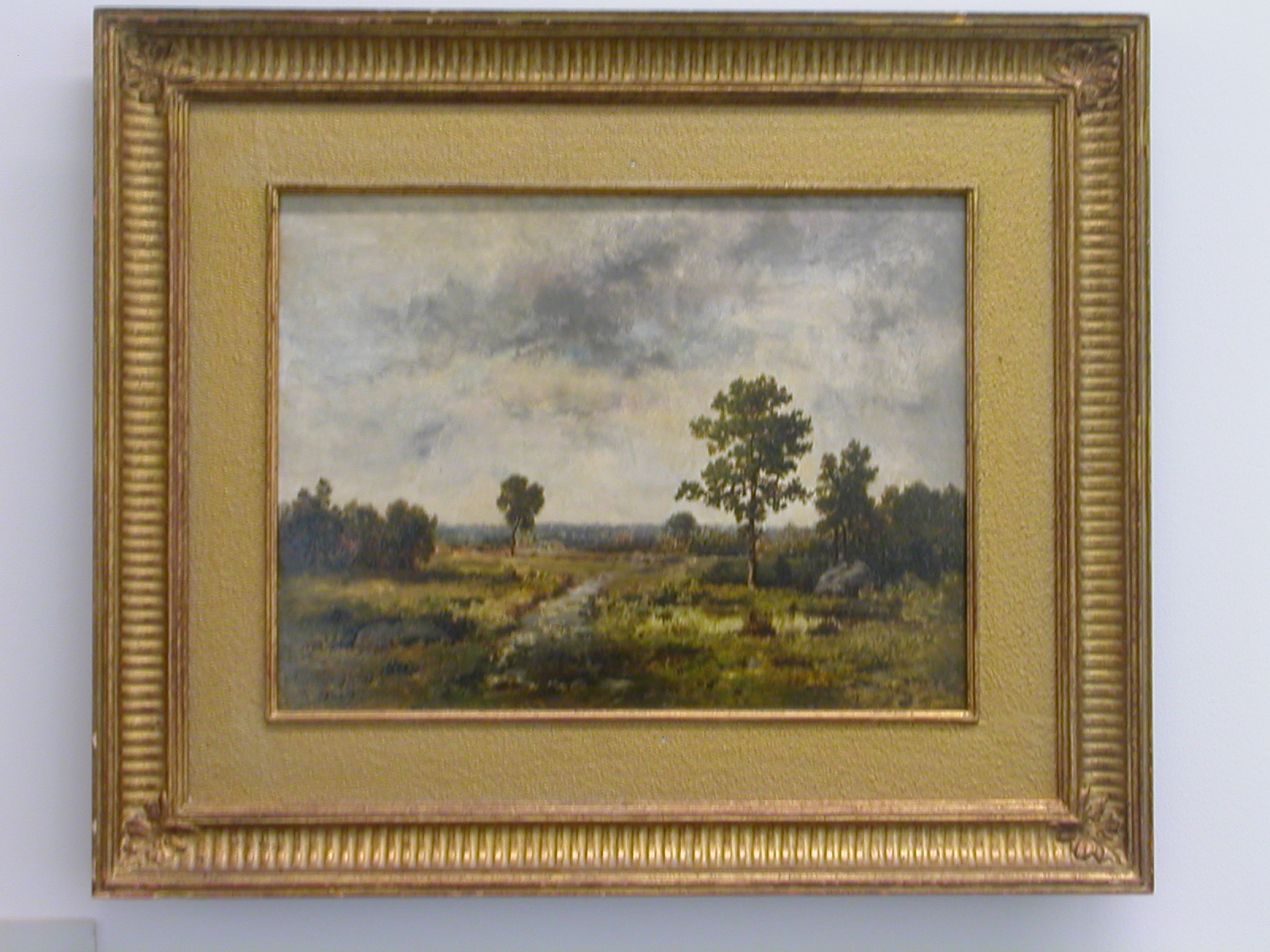
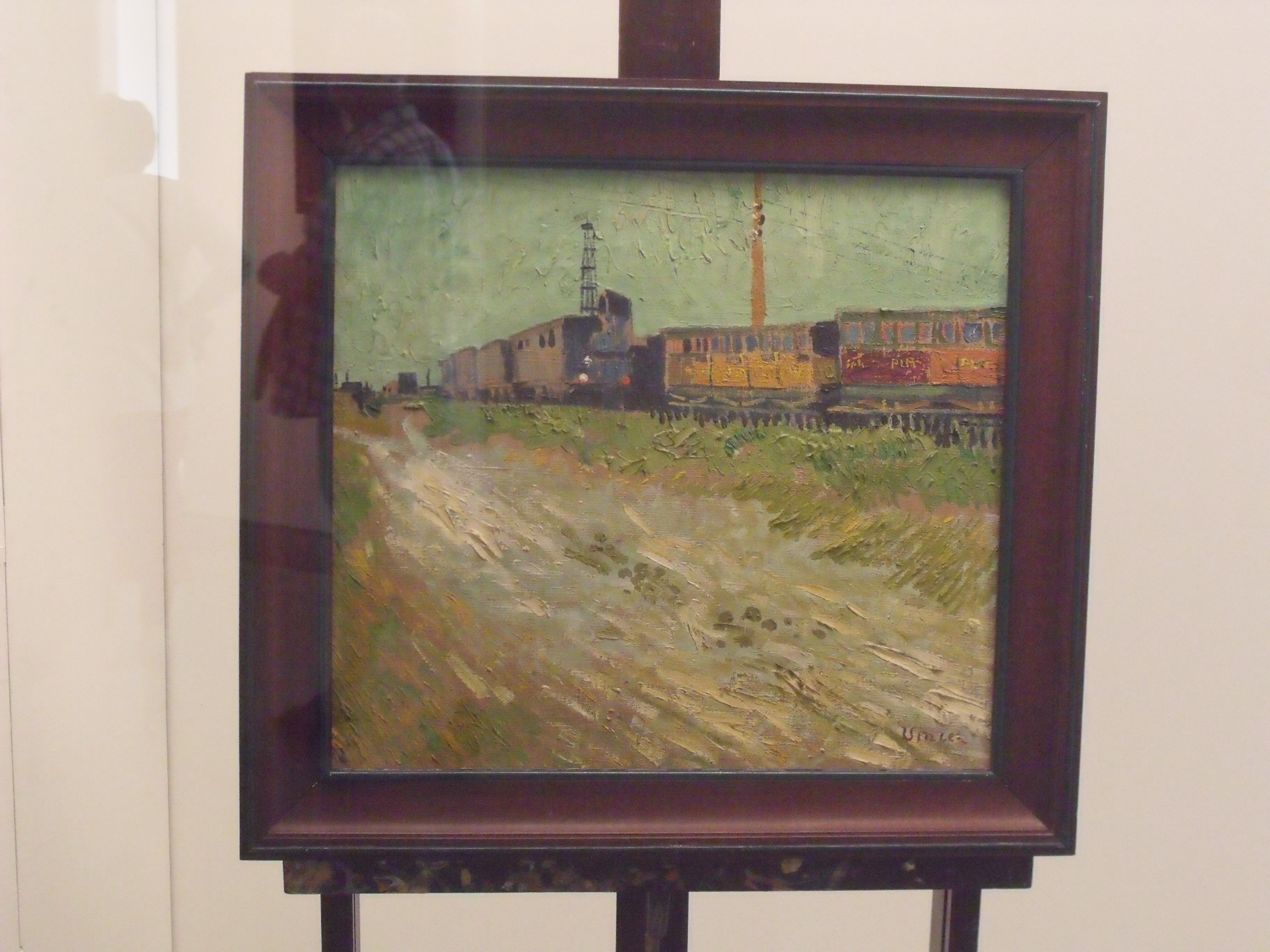
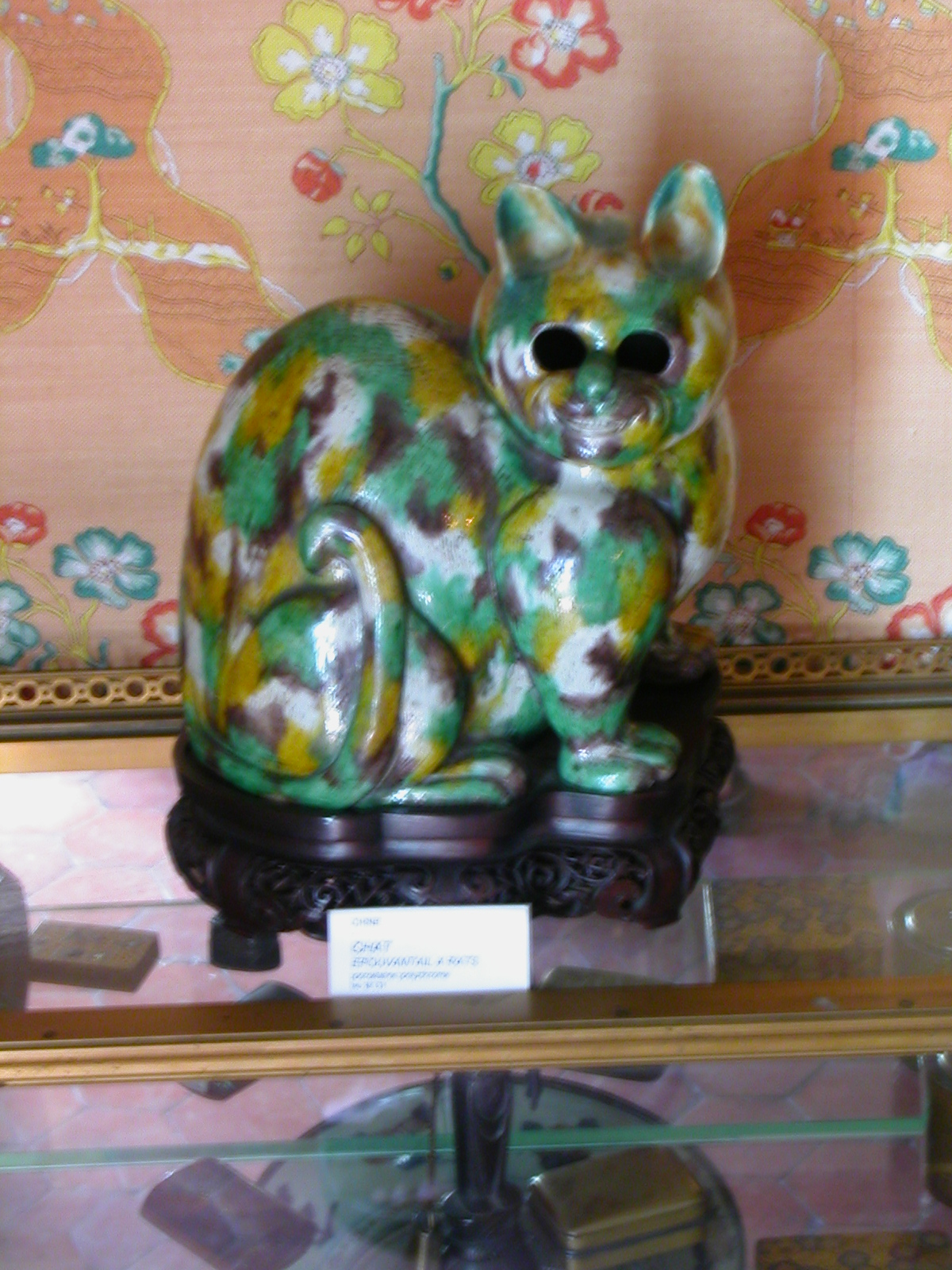